# Oracle Challenger Series – New Haven 2019/Damen/Qualifikation
Dieser Artikel zeigt die Ergebnisse der Qualifikationsrunden für die Oracle Challenger Series – New Haven 2019 des Damentennis. Insgesamt nahmen 4 Spielerinnen im Einzel an der Qualifikation teil.

## Einzel

### Setzliste
| Nr. | Spielerin      | Erreichte Runde |
| --- | -------------- | --------------- |
| 01. | Jaimee Fourlis | qualifiziert    |
| 02. | Eri Hozumi     | qualifiziert    |

Zeichenerklärung
- Q = Qualifikant
- WC = Wildcard
- LL = Lucky Loser
- ITF = qualifiziert über ITF-Ranking
- ALT = alternate (Ersatz)
- PR = Protected Ranking
- SE = Special Exempt
- r = retired (Aufgabe)
- d = Disqualifikation
- w.o. = walkover
- [ ] = Match-Tie-Break

### Ergebnisse
|  | Qualifikationsrunde |                   |   |   |  |
|  |                     |                   |   |   |  |
|  | 1                   | Jaimee Fourlis    | 6 | 6 |  |
|  | WC                  | Caroline Dunleavy | 4 | 3 |  |
|  |                     |                   |   |   |  |
|  | 2                   | Eri Hozumi        | 6 | 6 |  |
|  | WC                  | Chelsea Kung      | 0 | 1 |  |